# Penny Red

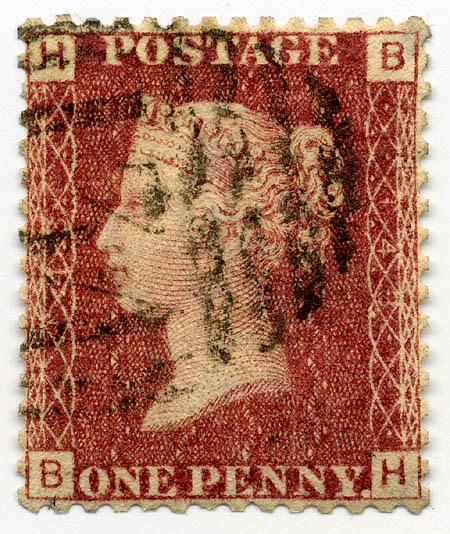
Penny Red met perforatie, letters in de hoeken en plaatnummer 148

De Penny Red is een in 1841 uitgegeven postzegel die fungeerde als opvolger van de Penny Black uit 1840, eveneens met de beeltenis van koningin Victoria. Het was de derde postzegel in het Britse koninkrijk, na de One Penny Black en de Two penny blue. Vervanging was noodzakelijk gebleken omdat rode stempelinkt op de zwarte zegel problemen gaf. Zwarte stempelinkt op de rode zegel bleek wel goed te voldoen. De Penny Red bleef tot 1879 in gebruik, weliswaar met kleine wijzigingen. 
- 1841 - eerste druk.
- 1854 - perforatie aangebracht.
- januari 1855 - perforatie veranderd van 16 naar 14.
- 15 mei 1855 - watermerk gewijzigd van kleine naar grote kroon.
- 1 april 1864 - letters aangebracht op vier hoeken en een plaatnummer aangebracht op alle zegels vanaf plaat 71.
- 27 oktober 1879 - laatste plaat (nr. 225) ingezet.
- 3 december 1879 - contract om de Penny Red te drukken beëindigd.